# 朱奇渶
义宁荣康王朱奇渶（1450年—1496年3月17日），明朝晋庄王朱锺铉的庶次子，母亲是夫人張氏。明朝晋藩第一代义宁王。

## 生平
景泰三年（1452年）二月赐名。
天顺三年（1459年）七月，明英宗遣定西侯蔣琬、彭城伯張瑾、遂安伯陳韶、襄城伯李瑾、修武伯沈煜、成山伯王琮為正使，給事中曹衡、錢澍、王鉉、劉彝、王儼、鄭瑞為副使，各自持節冊封朱奇渶為義寧王。其王府在晋王府東。十一月，給朱奇渶歲祿一千石，米鈔各半。
成化二年（1466年）六月，朱鍾鉉奏朱奇渶將成婚却没有居宅，工部上报，明宪宗命等边境安宁丰收年了再营建。
成化三年（1467年）五月，宪宗命英國公張懋、懷寧侯孫鏜、彭城伯張瑾、成山伯王琮為正使，禮科給事中張鐸、吏科給事中毛志、吏部郎中鍾清、禮部郎中杜謙為副使，持節冊封西城兵馬副指揮張欽的女兒為義寧王妃。
成化十年（1474年）十一月，命朱奇渶的折色祿米內的五十石改支本色。
弘治九年（1496年）三月，朱奇渶去世。明孝宗得知其死訊，輟朝一日，按制度賜祭葬，谥榮康。
弘治十年（1497年）十月，其嫡长子朱表榇受册袭封。

## 评价
- 《弇山堂别集》卷074：寵祿光大，温良好樂。

## 家庭

### 妻妾
- 王妃张氏

### 子孙
- 嫡长子义宁僖裕王朱表榇
- 嫡次子鎮國將軍朱表格，成化十九年（1483年）四月赐名，[12]正德十四年（1519年）九月被革四分之一俸禄[13]
  - 嫡长子朱知然，弘治六年（1493年）四月赐名[14]
  - 嫡次子朱知烓，弘治十一年（1498年）正月赐名[15]
- 第四子鎮國將軍朱表杭，成化二十二年（1486年）五月赐名，[16]弘治七年（1494年）十月按制度赐诰命冠服，[17]正德十四年（1519年）九月被革四分之一俸禄[13]